# Limnophila bryanti
Limnophila bryanti är en tvåvingeart som beskrevs av Alexander 1927. Limnophila bryanti ingår i släktet Limnophila och familjen småharkrankar. Inga underarter finns listade i Catalogue of Life.